# Roy Geddes
Roy Geddes CNZM (* 1940 in Edinburgh; † 25. August 2006 in North Shore City) war ein britischer Chemiker und Biochemiker und arbeitete als Dekan von Science and Engineering am Auckland University of Technology (AUT).

## Wissenschaftliche Karriere
Er begann seine Karriere 1970 als Dozent an der Fakultät für Biochemie an der University of Auckland, nachdem er sein Chemiestudium in Edinburgh mit einem BSc Hons und PhD abgeschlossen hatte und nach zwei Postdoc-Stipendien in physikalischer Biochemie an der Australian National University (1967–1969) und an der Georgetown University (Washington, D.C., 1965–1966).
In Auckland untersuchte er die Struktur und den Stoffwechsel von Glykogen, einem Energiespeicher-Polysaccharid, mithilfe von physikalischen und biochemischen Methoden. Seine Arbeit bot den Beweis für die Existenz eines Protein-Kerns in Glykogen, der jetzt als Glycogenin bekannt ist.
Er war 1982 bis 1985 stellvertretender Dekan an der University of Auckland und anschließend von 1986 bis 1993 Dekan. Im Jahr 1994 wechselte er ins Auckland Institute of Technology als Dekan von  Science and Engineering. Während seiner Amtszeit als Dekan seiner Fakultät zog diese in ein modernes und attraktives Gebäude um, und das Institut wurde während seiner Dienstzeit zur Auckland University of Technology, eine Transformation, zu der Roy Geddes wesentlich beitragen hat.

## Reibrührschweißen
Roy Geddes beschrieb sich selbst als „Katalysator“, der die Industrialisierung des Reibrührschweißverfahrens in Neuseeland vorangetrieben hat, nachdem er sich während einer Reise nach Großbritannien am TWI (The Welding Institute) diesbezüglich beraten lassen hatte. Während seiner Arbeit an der Auckland University of Technology (AUT) haben er und seine Kollegen sich mit New Zealand Trade and Enterprise (NZTE), Marine Industry Association (MIA), ION Automotive NZ, Circa Marine & Industrial sowie Ullrich Aluminium zusammengeschlossen, um Know-how zu diesem Thema zu verbreiten und zu nutzen.
Zu diesem Zeitpunkt im Jahr 2004 wurde bekannt, dass eine Reihe von 55 Meter Patrouillenbooten der Protector-Klasse für die Nutzung durch die Royal Australian Navy und Royal New Zealand Navy beschafft werden sollten, und Roy Geddes erkannte die Chance für Australien und Neuseeland, bei deren Bau beteiligt zu sein. Der Schiffbauingenieur dieser Schiffe schrieb vor, dass die Schiffe einen reibrührgeschweißten Aufbau haben sollten. Alle Reibrührschweißprojekte der AUT wurden auf bestehenden Produktionsanlagen durchgeführt, die an der Universität so modifiziert wurden, dass sie als Reibrührschweißmaschinen verwendet werden konnten.
Seit Mitte 2005 setzte die Donovan Group in Whangarei das Reibrührschweißen bei der Herstellung dieser Aluminiumschiffe ein. Die Donovan-Gruppe verwendet eine große CNC-Portal-Fräsmaschine als Reibrührschweißmaschine für die Großserienfertigung, die für die Patrouillenboote entsprechend modifiziert wurde.
Vertraglich wurde die Industrialisierung des Reibrührschweißens in Neuseeland vereinfacht, seit die australische/neuseeländische Norm für „Schweißen von Aluminium-Strukturen“ verabschiedet worden war. Diese war eine der ersten Normen, die Rührreibschweißen einschließt, obwohl sie sich eigentlich auf Lichtbogenschweißen konzentriert. Sie hat eine Innovationsklausel im ersten Abschnitt, wonach „die Norm für andere Schweißverfahren wie Reibschweißen, einschließlich Reibrührschweißen, angewandt werden kann, [...], sofern alle Anforderungen der Norm erfüllt sind.“

## Privatleben
Er war mit Estelle Geddes verheiratet, und beide waren für ihre Gastfreundschaft und kulturelle Offenheit sowie ihre ausgezeichneten Grillfeste bekannt. Roy Geddes diente in UNESCO-Ausschüssen als neuseeländischer Vertreter und beriet das neuseeländische Ministry of Research, Science and Technology.

## Ehrungen
Er erhielt die Sesquicentennial Medaille im Jahr 1990 und die Silbermedaille der Royal Society of New Zealand 1999. Im Jahr 2002 wurde er Companion des New Zealand Order of Merit. 2007 wurde er mit dem Outstanding Contribution to Technology Education Award von Technology Education New Zealand (TENZ) geehrt.